# Будинок Гозенпуда
Житловий будинок — пам'ятка архітектури місцевого значення в Чернігові. Зараз в будівлі розміщується фізкультурно-спортивне товариство «Україна».

## Історія
Рішенням виконкому Чернігівської обласної ради народних депутатів від 26.06.1989 № 130 надано статус пам'ятка архітектури місцевого значення з охоронним № 51-Чг під назвою Будинок житловий.
Будівля має власні «території пам'ятки» і розташоване в «охоронній зоні», згідно правил забудови і використання території. На приміщенні не встановлена інформаційна дошка.

## Опис
Будинок був побудований в 19 столітті в передмісті Ковалівка. Одноповерховий, дерев'яний будинок на цегляному фундаменті, 6-віконний, прямокутний в плані, з чотирьохскатним дахом. З правого торця будинку вхід-тамбур з ганком. Прямокутні вікна не прикрашені ні лиштвами, ні сандриками. Фасад з горизонтальною обшивкою стін. Споконвічно головний фасад з боку річки Стрижень також 6-віконний, вхід (зараз не використовується) з лівого боку, прикрашений різьбленням, а лінія карниза завершується бічними ризалітами.
Архітектура будинку схожа з іншим будинком — будинком сім'ї Митькевич — Київська вулиця, 12.
Будинок належав купцеві З. Гозенпуду, який був власником млина та магазину з продажу хутра. На початку 20 століття емігрував в США, а будинок подарував Чернігівському дворянського зібрання для розміщення дітей-сиріт та дітей з малозабезпечених сімей. Згодом притулок був закритий і будинок був на балансі лікеро-горілчаного заводу, що безпосередньо на північ від розташований, аж до 1988 року.
У 2010-х роках силами спортивної школи будинок був відреставрований.
Зараз в будівлі розміщується фізкультурно-спортивне товариство «Україна», а також офіси.